# 国外犯
国外犯（こくがいはん）とは、ある行為がある国の刑法典など刑事実体法において犯罪を構成すると定められている場合、その犯罪行為がその国の領域外において行われた場合についてもその国の刑法が適用されるよう定められた犯罪をいう。

## 日本
日本においては、刑法2条から4条の2までに規定がある。
- 刑法2条（すべての者の国外犯）
  - 日本国外において罪を犯したすべての者に適用する。
  - 内乱に関する罪、外患に関する罪、通貨偽造、詔書偽造、公文書偽造、有価証券偽造の罪、支払用カード電磁的記録に関する罪など
- 刑法3条第1項（国民の国外犯）
  - 日本国外において罪を犯した日本国民に適用する。
  - 放火の罪、私文書偽造の罪、強制わいせつ、強制性交、重婚の罪、贈賄、殺人、傷害、傷害致死、業務上または不同意堕胎、保護責任者遺棄、遺棄致死傷、逮捕監禁、略取、誘拐及び人身売買の罪、名誉毀損、窃盗、強盗、詐欺、背任、恐喝、業務上横領、盗品譲受など
- 刑法第3条第2項（廃止）　
  - 日本国外（帝国外）において日本国民（帝国臣民）に対して、第3条第1項の罪を犯した外国人ついても第3条と同様とする。
- 刑法3条の2（国民以外の国外犯）
  - 日本国外において日本国民に対して罪を犯した日本国民以外の者に適用する。
  - 強制わいせつ、強制性交、殺人、傷害、傷害致死、逮捕監禁、略取、誘拐及び人身売買の罪、強盗など
- 刑法4条（公務員の国外犯）
  - 日本国外において罪を犯した日本国の公務員に適用する。
  - 逃走援助、虚偽公文書作成、汚職の罪など
- 刑法4条の2（条約による国外犯）
  - 日本国外において、第二編の罪であって条約により日本国外において犯したときであっても罰すべきものとされているものを犯したすべての者に適用する

なお、刑法以外の特別法違反でも、広く国外犯規定が適用される犯罪を定めている（人質による強要行為等の処罰に関する法律その他）。この場合、その特別法に「第一条の罪は刑法（明治四十年法律第四十五号）第三条、第三条の二及び第四条の二の例に、前三条の罪は同法第二条の例に従う。」のように規定するのが一般であるが、刑法施行法第26条及び第27条おいて戸籍法や著作権法に掲げる罪について国外犯規定の例によると定めており、この場合は当該特別法自体には規定がないので注意が必要である・
刑法3条の2は、TAJIMA号事件を契機に作られた。なお昭和二十二年に削除された刑法第3条第2項（第3条の罪を日本国外（帝国外）で日本国民（帝国臣民）に犯した者に関する処罰規定）の限定的な復活とも取れる。。
国外犯規定が適用（捜査だけで起訴にいたらないものを含む）された実際の事件として、イラク日本人外交官射殺事件、ロス疑惑、ISILによる日本人拘束事件、在ペルー日本大使公邸占拠事件、ダッカ・レストラン襲撃人質テロ事件、長井健司殺害事件、山本美香殺害事件、村本博之殺害事件、アルジェリア人質事件、中村哲殺害事件などがある。

## 各国における類似の規定

### 中国
殺人と殺人未遂で国外犯規定がある。この規定により福岡一家4人殺害事件で死刑が執行された。

### 韓国
刑法第3条は、「この法律は、大韓民国領域外において罪を犯した内国人に適用する」と規定している。また5条は、「この法律は、大韓民国領域外において〔内乱の罪、国旗に関する罪、通貨に関する罪、公文書に関する罪（225条～230条）等〕を犯した外国人に適用する」と規定し、6条は、双罰性を要件としながらも（同条ただし書）、「この法律は、大韓民国領域外において大韓民国又は大韓民国国民に対して前条に掲げる罪以外の罪を犯した外国人に適用する」（同条本文）と規定している。従って韓国法は広い範囲において国外犯を適用している。

### アメリカ
国外犯規定がありこれによりリベリアの元大統領チャールズ・テーラーの息子に対し有罪評決がなされた。

### ブラジル
ブラジル国民が外国で犯罪を犯した場合処罰できる。2015年8月までに7つの事案について日本側からブラジル政府に逮捕、処罰の要請が行われた。

### スペイン
スペイン国籍を持つ被害者がいるときなど自国に関係があると明白な時に外国で起こった人権侵害でもスペインの法で裁くことができる（普遍的管轄権）。2013年11月にこの権限を利用し江沢民などに対し逮捕状が出された。ただし中国側からの猛反発を受け管轄の規定の適用が厳格化され、事件発生時に被害者がスペイン国籍を持ち、被害者か検察のみが告発できるとしたため、要件を満たさなくなったこの事件の捜査は2014年6月、中止された。

### ベルギー
かつて普遍的管轄権を設定していたが、湾岸戦争を実行したジョージ・H・W・ブッシュ、ディック・チェイニー、コリン・パウエルらが告訴され、米国側の圧力で撤廃された。